# Euspilotus crenatipes
Euspilotus crenatipes är en skalbaggsart som först beskrevs av Antoine Joseph Jean Solier 1849.  Euspilotus crenatipes ingår i släktet Euspilotus och familjen stumpbaggar. Inga underarter finns listade i Catalogue of Life.